# La Toussuire
La Toussuire is een skidorp in het Franse wintersportgebied Les Sybelles. Het bevindt zich op zo'n 1700 meter boven zeeniveau op het grondgebied van de gemeenten Fontcouverte-la-Toussuire (tot 1987 Foncouverte geheten) en Villarembert in het departement Savoie.

## Geschiedenis
Het skigebied kwam gestaag tot stand op de plaats van het gelijknamige gehuchtje in de eerste helft van de 20e eeuw. Een eerste skilift kwam er in 1937. Het dorp werd uitgebouwd vanaf de jaren 1950, met enkele moderne, maar niet al te uitgesproken gebouwen. In 1985 kwam er een verbinding met het naburige Le Corbier, waardoor het skigebied Grand Large ontstond. Sinds 2003 maakt La Toussuire deel uit van Les Sybelles.

## Geografie
La Toussuire is gebouwd op een ruime alpenweide aan de voet van de Tête de Bellard (2225 m) en de Grand Truc (2209 m). De Ruisseau de l'Edioulaz, een zijrivier van de Merderel, stroomt door het dorp.
Het dorp is gebouwd rondom en in een lus gevormd door de hoofdweg. Langs de hoofdstraat staan in het zuiden en zuidwesten enkele hoogbouwappartementen op een rij; dit is ook het commerciële centrum van het dorp. Verder bestaat La Toussuire voornamelijk uit vrijstaande chalets in enkele kleine wijken rondom het centrum, zoals L'Eriscal en La Simaniaz in het noorden en Les Plans, Côte du Bois, Côte Ratel en Comborsière in het zuiden. De D78 (via Fontcouverte) en de D78A (via Le Corbier en Villarembert) ontsluiten het dorp.
Het dorp ligt grotendeels in de gemeente Fontcouverte-la-Toussuire, maar reikt in het zuiden tot over de grens in Villarembert. Anderhalve kilometer ten zuiden van La Toussuire, in Villarembert, bevindt zich Le Corbier. Andere skidorpen in de omgeving zijn Les Bottières (3 km ten oostnoordoosten), Saint-Sorlin-d'Arves (4,5 km ten zuidwesten) en Saint-Colomban-des-Villards (5 km ten noordwesten). De hoofdplaats van Fontcouverte-la-Toussuire ligt 3,5 km ten oostzuidoosten.

## Sport en toerisme

### Wintersport
La Toussuire maakt deel uit van het wintersportgebied Les Sybelles, een van de middelgrote gebieden in de Franse Alpen. Vanuit het dorp vertrekken verschillende skiliften naar de omliggende bergtoppen en -flanken, waaronder de Grand Truc en de Tête de Bellard. Via de Grande Verdette en Pierre du Turc kunnen skiërs de oversteek kunnen maken naar L'Ouillon en vervolgens naar Saint-Sorlin, Saint-Colomban en Le Corbier. Er is ook een lagergelegen verbinding tussen de wijk Comborsière en Le Corbier. La Toussuire kan tot 14.234 vakantiegangers en bewoners (cijfers 2021) herbergen.

### Wielrennen

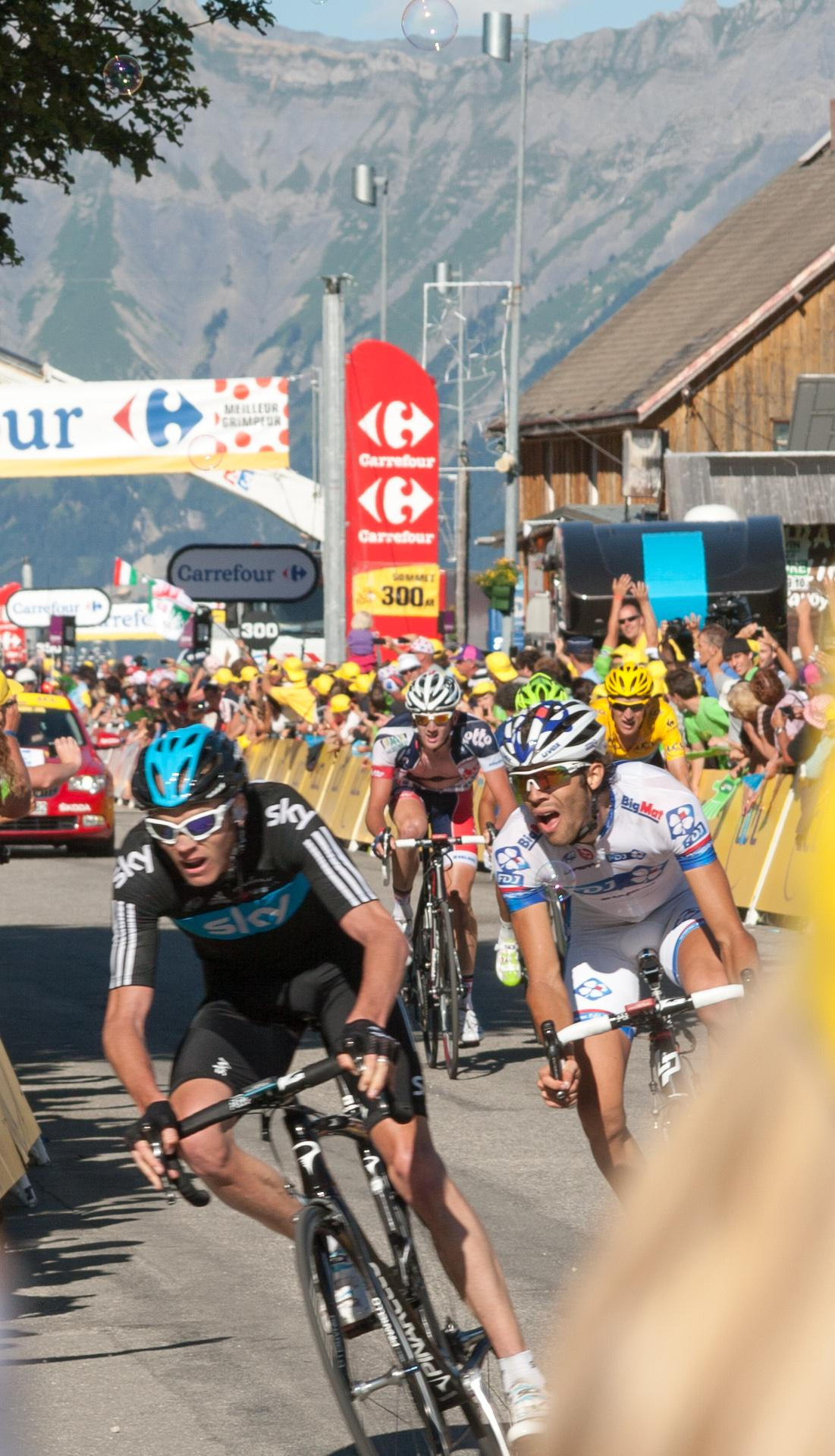
Chris Froome en Thibaut Pinot tijdens de 11e etappe van de Ronde van Frankrijk 2012 in La Toussuire

Het skidorp was de aankomstplaats van een bergetappe in de Ronde van Frankrijk in 2006, 2012 en 2015, in het Critérium du Dauphiné in 2006, 2008 en 2011, in de Ronde van de Toekomst in 2014 (en vertrekplaats in 2021) en in de Ronde van Savoie-Mont Blanc in 2008, 2009, 2010, 2013 en 2021.

## Galerij

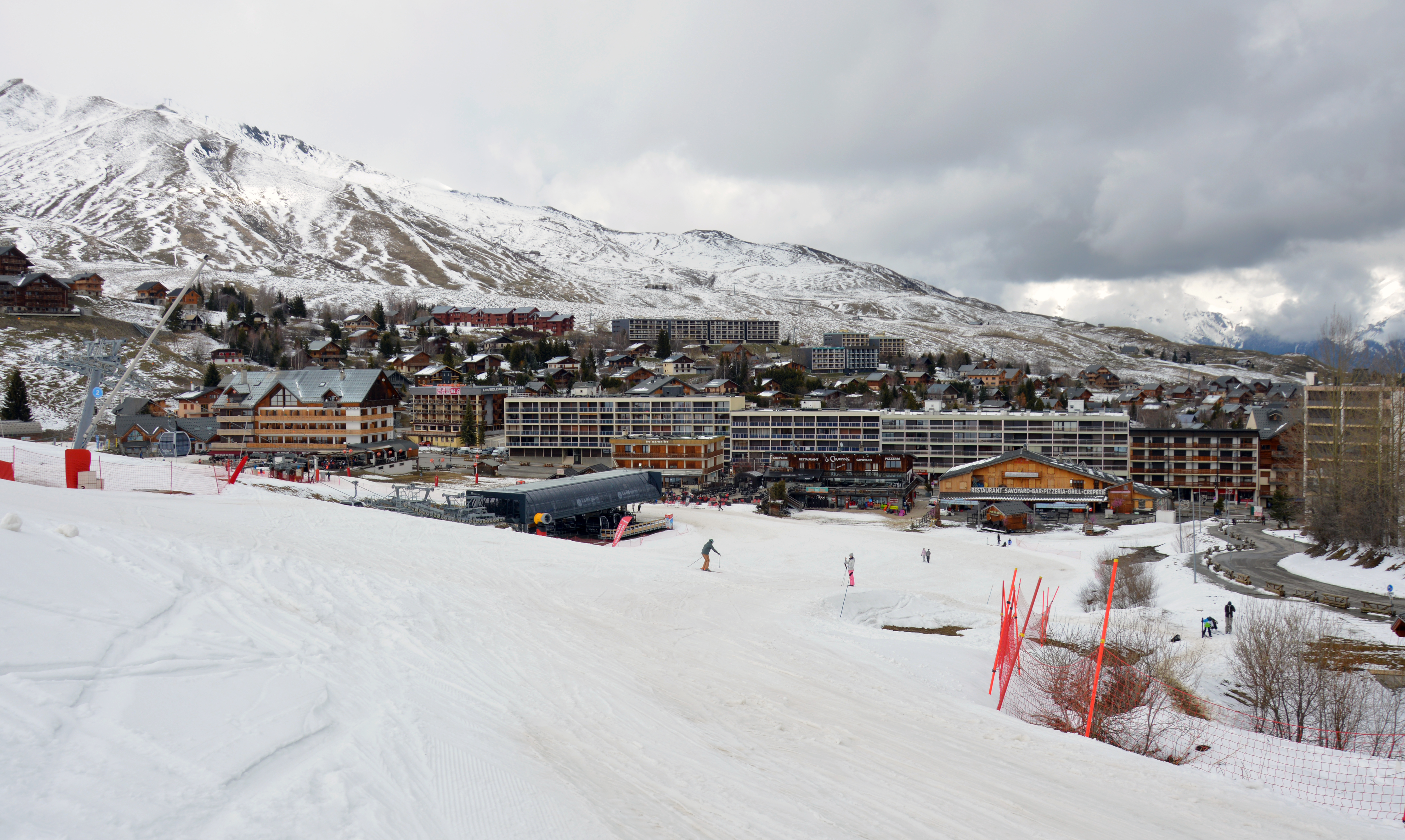
Dorpszicht vanaf het zuidwesten
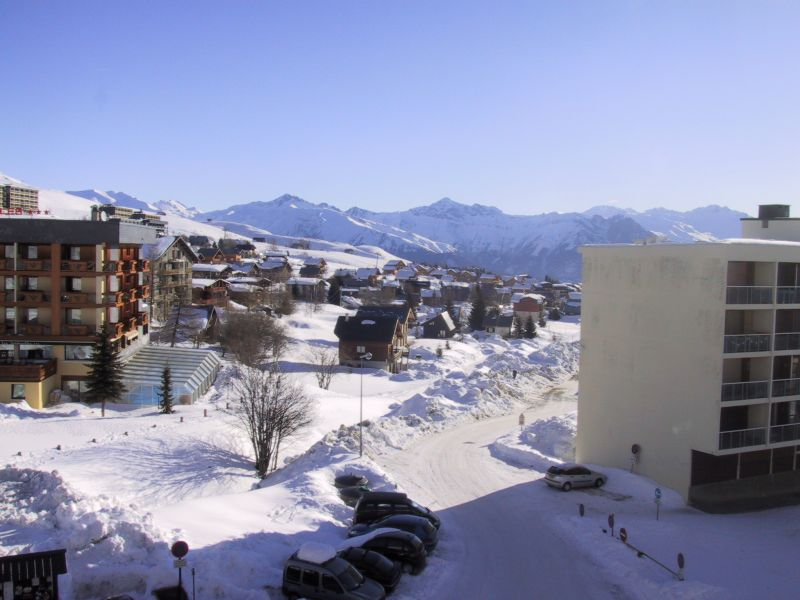
Zicht op het dal waarrond La Toussuire is gebouwd
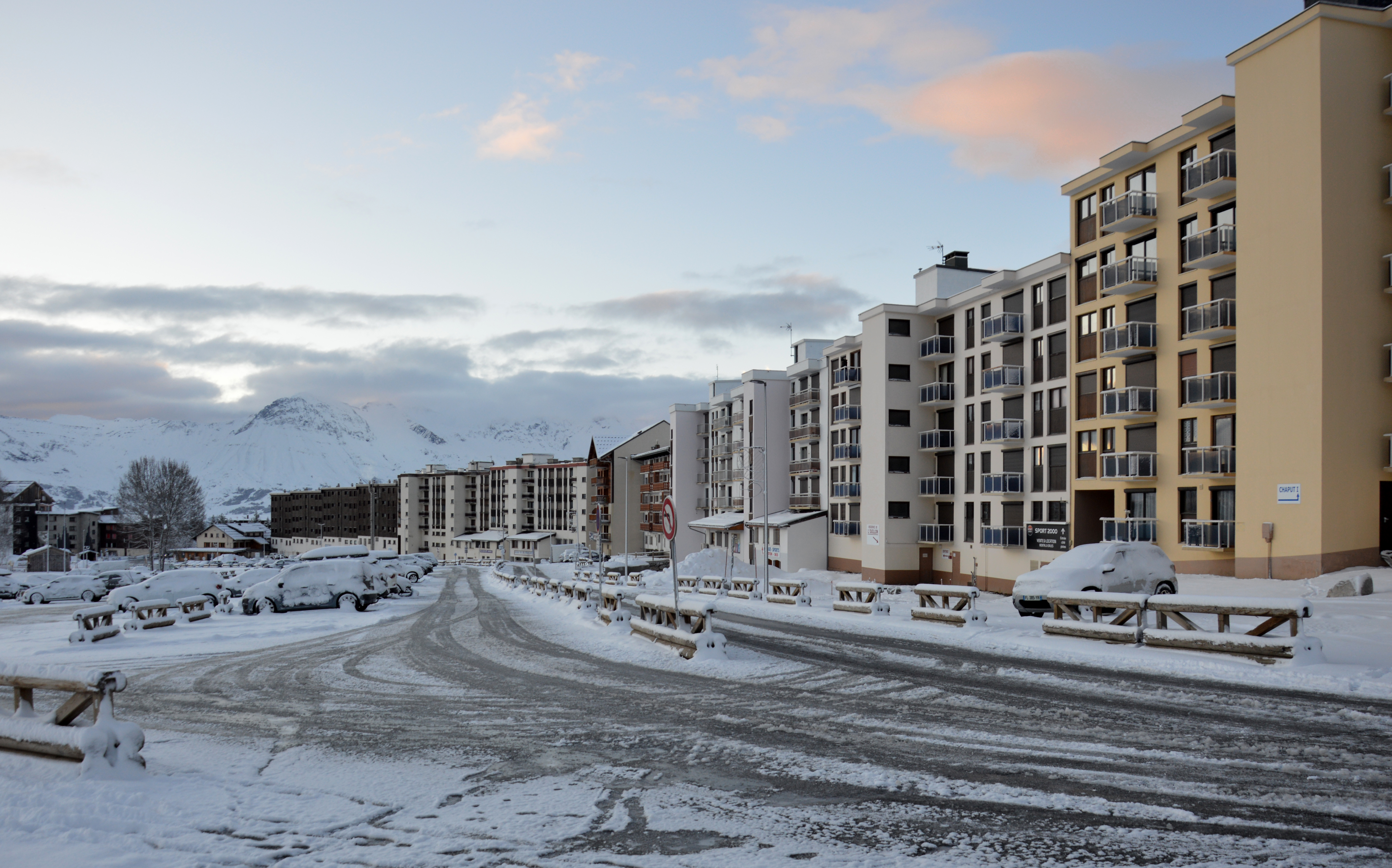
Rue des Fondeurs loopt parallel aan de hoofdstraat
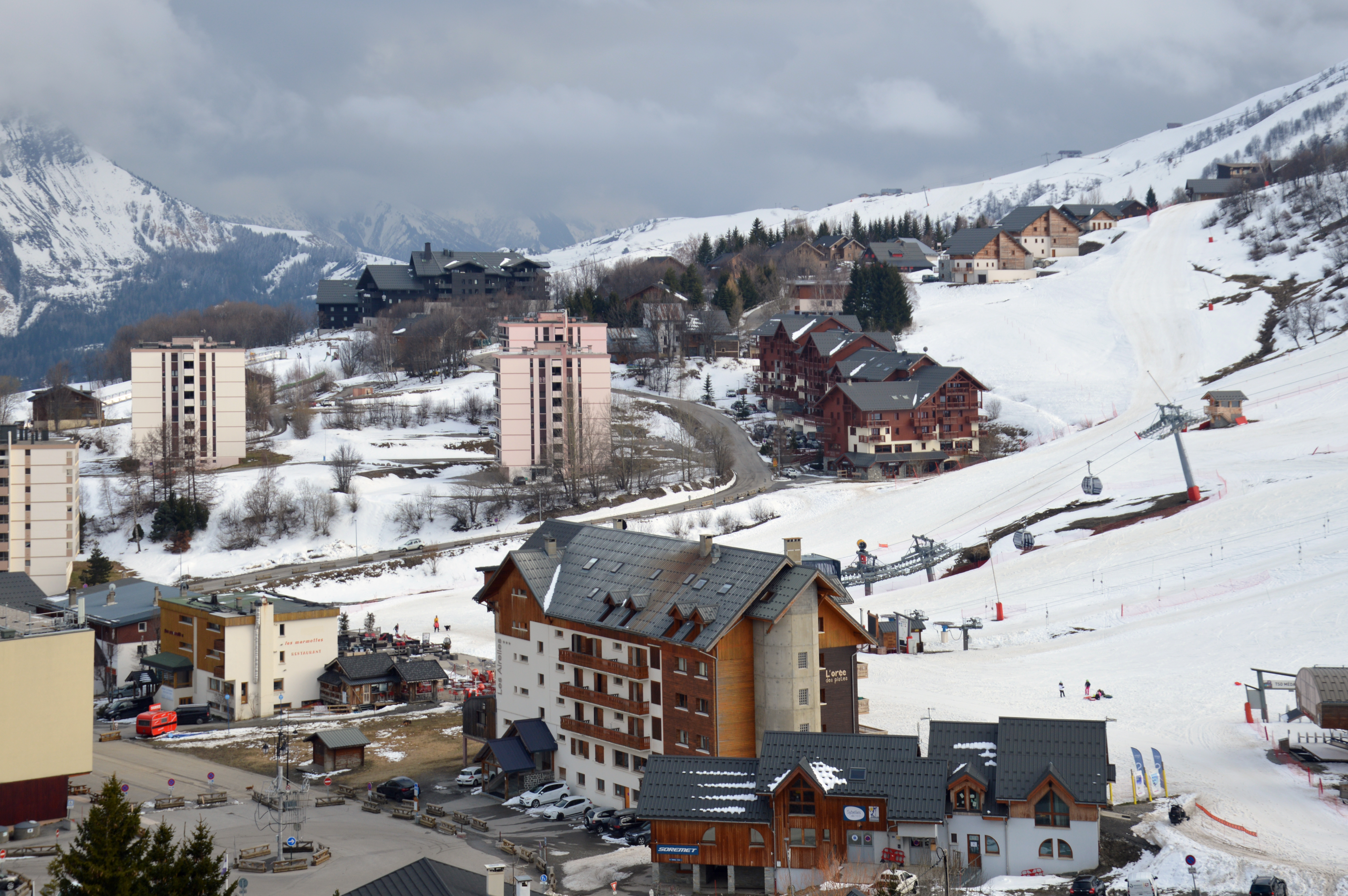
De wijken Les Plans en La Côte du Bois, met de front de neige in de voorgrond
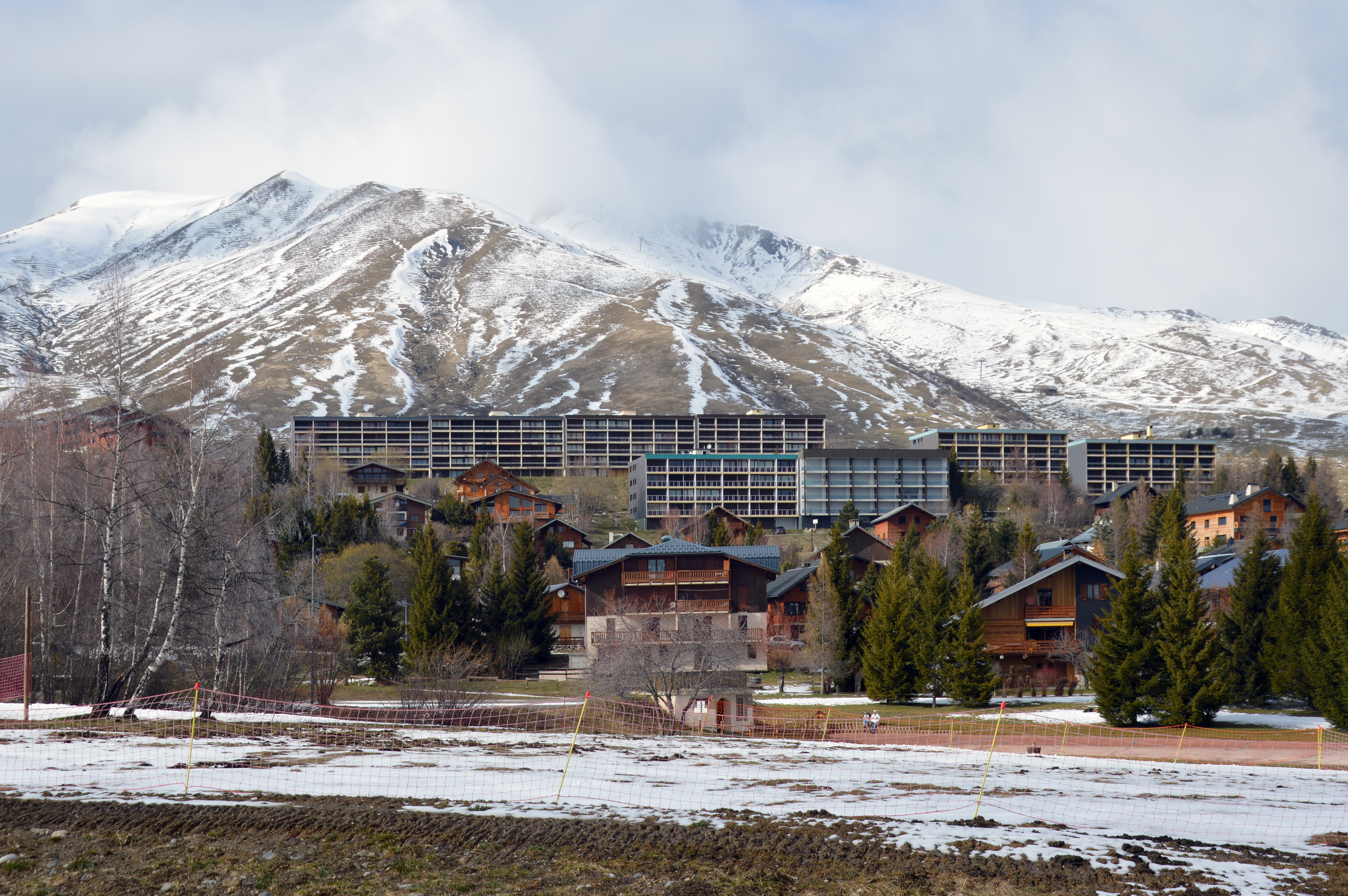
De wijk Champ l'Ériscal
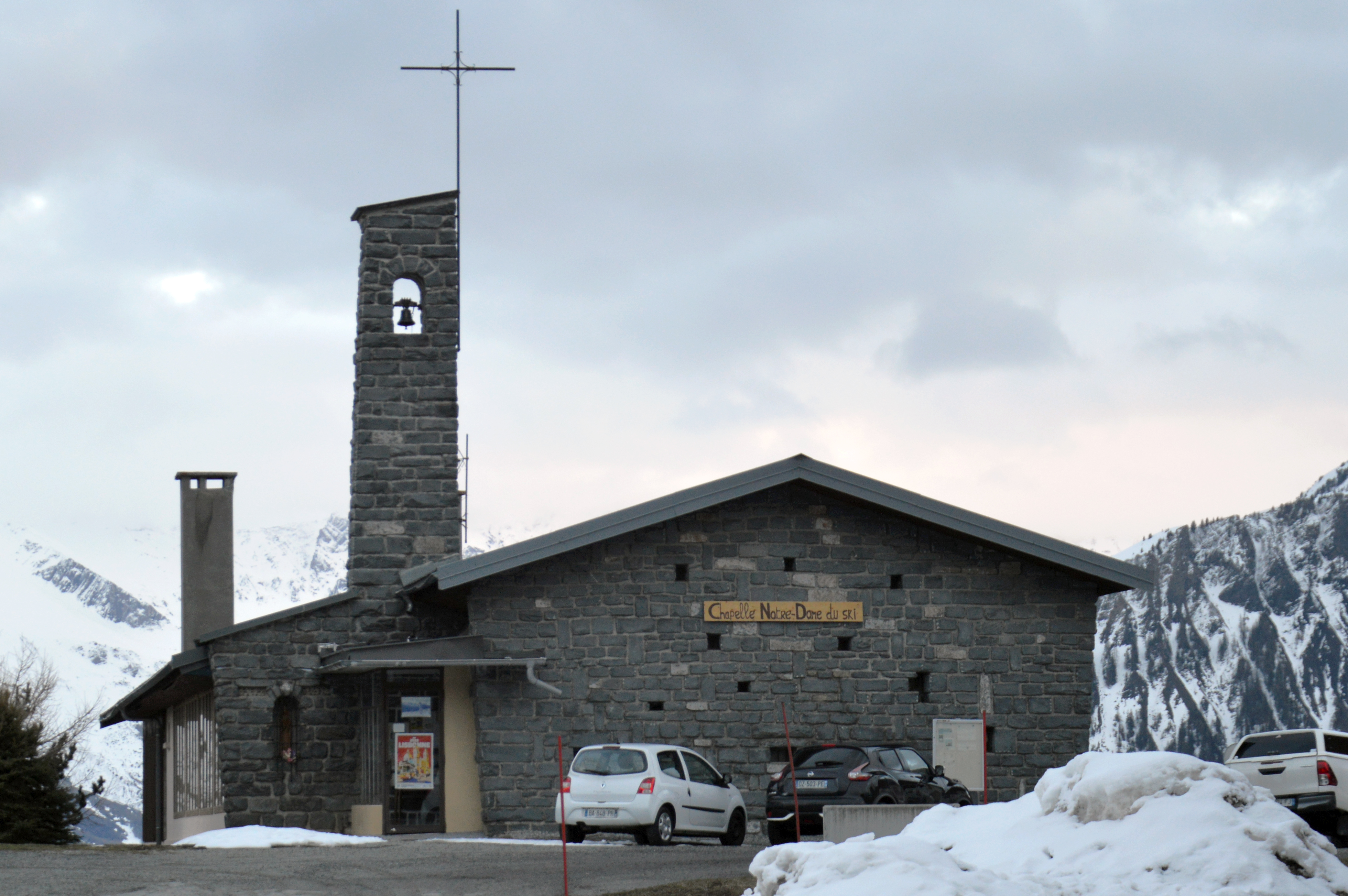
De kapel Notre-Dame du Ski